# Спецслужбы Финляндии
Спецслужбы Финляндии:
- Мобильная Полиция (фин. Liikkuva Poliisi (LP), швед. Rörliga Polisen (RP)) — отвечает за безопасность дорожного движения и подавление бунтов;
- Полиция Безопасности (фин. Suojelupoliisi (SUPO), швед. Skyddspolisen (Skypo)) — борьба с преступностью и шпионажем;
- Центральная Уголовная Полиция (фин. Keskusrikospoliisi (KRP), швед. Centralkriminalpolisen (CKP));
- Военизированные подразделения Пограничной охраны Финляндии (фин. Rajavartiolaitos (RVL), швед. Gränsbevakningsväsendet (GBV)):
  - Военизированное подразделение Пограничные егеря Финляндии (фин. Suomen Rajajääkäri);
  - Береговая Охрана

Военную разведку Финляндии возглавляет адмирал Георгий Алафузофф.

## Полиция Безопасности
Создана в 1919 году.
Цель спецслужбы заключается в защите парламентской демократии от внешних и внутренних врагов.
Задачи:
- контрразведка
- антитеррористическая деятельность
- предварительное исследование безопасности работы организаций
- защита охранной деятельности
- участие в противодействии международному криминалу

Деятельность спецслужбы базируется на 3 направлениях.
- Оперативное направление - отвечает за планирование и исполнение поставленных задач. Возглавляет Петри Кнапе.
- Превентивное направление-отвечает за предварительную работу, касающуюся безопасности, контроль над регионами, средствами массовой информации и коммуникациями. Возглавляет Ханну Мойланен.
- Стратегическое направление-отвечает за общие развитие, исследования и планирования. Осуществляет вспомогательные действия. Руководитель Матти Симола.